# Озат, Умит
Уми́т Оза́т (тур. Ümit Özat; род. 30 октября 1976, Анкара) — турецкий футболист, выступавший на позициях защитника и полузащитника. Бронзовый призёр чемпионата мира 2002 года, трёхкратный чемпион Турции. Ныне тренер.

## Клубная карьера
Начинал выступления в «Анкарагюджю», затем играл в «Генчлербирлиги», за который в период с 1995 по 2000 сыграл 166 официальных матчей, отличившись 14 мячами, и провёл 14 399 минут. В форме «Генчлербирлиги» в матчах Кубка УЕФА сыграл 360 минут. Сезон 2001/02 отыграл в аренде в «Бурсаспоре», а по окончании сезона перешёл в «Фенербахче». Дебютировал в клубе из Стамбула 8 августа 2001 года в матче Лиги чемпионов против шотландского «Рейнджерс» из города Глазго. 18 марта 2003 года стал капитаном «Фенербахче», переняв капитанскую повязку у Огюна Темизканоглу. До прихода в клуб Роберто Карлоса он играл на позиции левого защитника, несмотря на то, что является правшой. В «Фенербахче» он сыграл едва ли не всех позициях в защите и полузащите.
В мае 2007 года он подписал трёхлетний контракт с немецким «Кёльном». 29 августа 2008 года он потерял сознание во время матча Бундеслиги против «Карлсруэ». После потери сознания на короткий срок и выхода на поле медицинской бригады он пришёл в себя, но всё-таки был госпитализирован в больницу для дальнейшего обследования. Дальнейшая проверка установила, что у экс-капитана клуба была проблема с сердцем, которая называется миокардит. 14 марта 2009 года официально заявил, что решил завершить карьеру. Своё завершение карьеры он объяснил состоянием своего здоровья.

## Сборная Турции
С 1996 по 1997 сыграл 12 матчей за молодёжную сборную страны, в которых отличился один раз. Дебютировал в первой сборной Турции 16 августа 2000 года в матче против Боснии и Герцеговины. Первым крупным турниром в составе сборной Турции для Озата стал чемпионат мира 2002 года, на котором он завоевал бронзовую медаль. Всего же за сборную с 2000 по 2005 год провёл 41 матч и забил 1 гол.

## Карьера тренера
После окончания карьеры игрока остался в «Кёльне» и с 21 декабря 2009 работал помощником Звонимира Сольдо.

## Достижения
Как игрока национальной сборной Турции:
- Чемпионат мира:
  - Бронзовый призёр: 2002

Как игрока «Фенербахче»:
- Чемпионат Турции:
  - Чемпион: 2003/04, 2004/05, 2006/07

Как игрока «Генчлербирлиги»:
- Кубок Турции:
  - Победитель: 2000/01